# Chiesa di San Martino (Nembro)
La chiesa arcipresbiterale plebana di San Martino vescovo è il principale luogo di culto cattolico di Nembro in provincia e diocesi di Bergamo, nel vicariato locale di Albino-Nembro. È stata sede di una tra le più grandi e antiche pievi della diocesi di Bergamo, essendo indicata già nel 830 la località di Nembro quale luogo in cui sorgeva una pieve dallo storico Mario Lupo nel suo Codex diplomaticus civitatis, et ecclesiæ Bergomatis.

## Storia

### Origini
La plebana di Nembro sorse, per tradizione, intorno al V o VI secolo e il suo centro era la chiesa intitolata a san Donato vescovo di Arezzo, tra le più antiche della diocesi e demolita nel 1907. L'antica chiesa si trovava in prossimità della quattrocentesca chiesa di San Nicola da Tolentino. 
Una chiesa dedicata al santo di Tours era presente già nell'VIII secolo. Una pergamena del 1º agosto 830, riporta la dicitura: "Ecclesia Sancti Martini sita Nembro". Un'ulteriore citazione risale al 909, in cui viene indicato un certo Gramoaldo arcidiacono, messo del vescovo Adalberto e indicato come "de plebe Sancti Martini scita Nembro".
La chiesa per la sua posizione era la pieve più importante della val Seriana inferiore. Il 17 marzo 1304 era presente al sinodo bergamasco voluto da Giovanni da Scanzo; risultano infatti registrati: "Presbiter Albertus archipresbiter, presbiter Iacobus de Triscurio et Alexander de Cumis, canonici ecclesie Sancti Martini de Nembro". Nel 1360 era inserita nell'elenco nota ecclesiarum voluto da Bernabò Visconti per conoscere le taglie e le decime imposte al clero dal papa e dai Visconti stessi.
Della prima chiesa non rimane nessuna testimonianza. Venne modificata e riedificata più volte: rimane dell'edificio quattrocentesco una chiave di volta datata 1424, anno in cui, il 19 maggio, iniziarono i lavori di rifacimento. Testimonianza della chiesa è la bolla pontificia del 1468 di papa Paolo II che le conferiva benefici assieme a quella di San Bernardino a Lallio.

#### L'arciprete Magnanini
Fu arciprete fra il 1510 e il 1520 Cristoforo Magnanini, vescovo di Polignano in Puglia dal 1508 al 1517, esiliato e a cui venne affidata in commenda la parrocchia di Nembro. Rinunciò poi a ritornare come vescovo in Puglia dimettendosi nel 1517 e rimanendo a Nembro. In assenza per esilio dei vescovi di Bergamo, prima Lorenzo Gabrieli dal 1509 esule e poi Niccolò Lippomano, nella plebana di Nembro si svolgevano le ordinazioni sacerdotali ed erano da lui svolte le cresime e le altre funzioni episcopali.

### Il Cinquecento
Gli atti della visita pastorale del vescovo Pietro Lippomano, avvenuta il 30 maggio 1520, la definiscono già parrocchia.
Si susseguirono poi le visite pastorali degli altri vescovi: il 4 luglio 1546 Vittore Soranzo, che verrà inquisito e processato a Roma; il vescovo Federico Corner il 23 ottobre 1564, fino alla visita del 24 novembre 1575 del cardinale san Carlo Borromeo che ne ha fornita una dettagliata descrizione. La vicinanza con Bergamo portò la chiesa a essere visitata da molti vescovi della diocesi.

### La ricostruzione settecentesca
L'aumento della popolazione richiese però l'edificazione di una nuova chiesa. Progettata dall'architetto di Lugano Luca Lucchini, fu posata la prima pietra il 23 o il 25 aprile del 1752. L'antica chiesa parrocchiale venne demolita nel 1760. Il nuovo edificio, di grandi dimensioni, occuperà lo spazio della canonica, di parte di un bosco e della vecchia chiesa, impedendo così la possibilità di rilevare l'ubicazione esatta della chiesa originaria. La costruzione, durata 25 anni (escludendo la facciata e il campanile), richiese la partecipazione attiva di gran parte degli abitanti della comunità, che estrassero il materiale da una cava di pietra a 800 m. Questo veniva quindi spostato alla piazza di Santa Maria in Borgo, che fungeva da parrocchia temporanea, e fatto scivolare su un piano inclinato onde raggiungere il cantiere. Nei pressi fu costruita anche una fornace per poter cuocere i mattoni atti alla costruzione, con le terre estratte nella zona di Viana.
La nuova chiesa fu ultimata, aperta al culto e benedetta dal bergamasco Antonio Ambiveri, vescovo di Aureoliopoli il 16 novembre 1777 e fu consacrata dal vescovo di Bergamo Giovanni Paolo Dolfin, con rito della dedicazione al vescovo san Martino di Tours, il 16 maggio 1790. I patroni minori sono il beato Alberto di Villa d'Ogna, san Rocco e san Bernardo di Chiaravalle. La devozione verso di loro è ormai scomparsa, tranne per San Rocco di cui si celebra la festa nell'omonima chiesa.
Il campanile venne realizzato nel 1806 su progetto di Francesco Antonio Caniana. Il progetto prevedeva due campanili simmetrici in facciata, ma venne realizzato solo quello di sinistra.
L'arciprete Ronchetti
Dal 1805 fino al 1838, anno della sua morte, fu arciprete Giuseppe Ronchetti, storico della cultura locale bergamasca. Scrisse la Serie Storico-cronologica degli Arcipreti di Nembro e le Memorie Istoriche della città e chiesa di Bergamo. Rimanendo a Nembro rinunciò a diventare vescovo di Ceneda (poi diocesi di Vittorio Veneto).

### San Bonifacio
La chiesa conserva ed espone il corpo di san Bonifacio dall'11 ottobre 1806, giorno in cui con solenne pompa la reliquia fu trasportata dalla chiesa di San Nicola nembrese fino in plebana, tolta dalle catacombe romane e tenuta in casa da Giovanni Tommaso Coffetti di Alzano Lombardo dal 1792. Nel 1872 fu eretto un altare in suo onore precedentemente dedicato a Tutti i Santi. Da quando la reliquia fu traslata a Nembro, gli abitanti del paese spesso lo invocarono, in particolare contro le epidemie, le calamità naturali e in soccorso di moribondi tramite scoprimenti, rito che da tempo non viene più celebrato. A testimonianza della sua importanza, nel centenario della sua traslazione fu celebrata una novena di preparazione iniziata il 3 agosto. Nei giorni 11, 12 e 13 di quel mese fu celebrata la grandiosa solennità con la presenza del cardinale Felice Cavagnis e del vescovo di Bergamo Giacomo Radini-Tedeschi.

### Gli antichi privilegi
In occasione del centenario della benedizione della plebana, don Andrea Gavazzeni, in rappresentanza dei sacerdoti di Nembro, dopo aver avuto l'autorizzazione verbale dal vescovo di Bergamo Gaetano Camillo Guindari, scrisse una elaboratissima Petizione per ripristinare i privilegi arcipretali corredata da tutta la documentazione necessaria. Tale petizione è conservata ancora presso l'archivio parrocchiale di Nembro ed è stata aggiunta la postilla: "Questa domanda non venne inoltrata in ossequio al nostro Vescovo, che non la credeva opportuna, quantunque convenisse che il titolo era legittimo e ben fondato". I privilegi arcipretali che si richiedevano (in particolare l'uso della mitria) erano quelli caduti in disuso dopo la peste manzoniana di cui perirono tutti i sacerdoti di Nembro. Tra le prerogative vi sono:
- esser nomimata per prima negli elenchi delle pievi nei documenti antichi;
- esser la prima chiesa visitata nelle visite pastorali, in special modo nel Settecento;
- la collegiata di San Martino aveva un arcidiacono (come la cattedrale di Bergamo), poi denominato sacrista maggiore e poi vicearciprete;
- l'arciprete aveva diritto di sedere in cornu Evangelij (a sinistra del presbiterio), nel 1992 era ancora rispettato;
- fino al 1630 l'arciprete faceva uso della mitria "in tutta la sua pieve nella celebrazione solenne de' divini offici";
- fino al 1630 l'arciprete aveva diritto dell'uso quotidiano dell'anello;
- l'arciprete aveva il diritto di essere accompagnato da due accoliti nelle funzioni solenni "per antichissimo privilegio";
- fino al 1904, l'arciprete di Nembro nelle messe solenni, era assistito dal diacono e dal suddiacono, oltre dal cerimoniere in rocchetto con la veste violacea "per autentica consuetudine". Monsignor Giosuè Signori, Vicario Generale, fece smettere tale tradizione "non senza lamenti da parte della popolazione";

### L'incoronazione dell'effige della Beata Vergine Maria dello Zuccarello
Dal 31 luglio all'11 agosto 1920, il paese di Nembro festeggiò solennemente l'incoronazione dell'effige della Beata Vergine Maria dello Zuccarello. Il paese si trasformò completamente, si riempì ovunque di archi e fiori, si arrivò addirittura a creare per qualche giorno un laghetto artificiale. I nembresi tentarono di creare un nuovo paradiso terrestre. L'immagine fu portata dal santuario prima alla chiesa di San Nicola, poi alla plebana. Il paese fu inondato non solo da nembresi, da pellegrini dalla valle, dalla città, dalla provincia, ma anche da fuori.  L'8 agosto, la linea tranviaria dovette interrompersi nel centro del paese. L'incoronazione avvenne per la mani del cardinale Giorgio Gusmini, arcivescovo di Bologna, alla presenza del vescovo di Bergamo Luigi Maria Marelli, del vescovo di Bobbio Pietro Calchi Novati, del vescovo del Santo Sepolcro Pompeo Ghezzi, innumerevoli furono i sacerdoti bergamaschi. Durante il pomeriggio per la funzione per riportare l'effige al santuario arrivò anche il vescovo di Alessandria Giosuè Signori. Nei giorni delle festività arrivarono anche il vescovo di Lodi Pietro Zanolini, e il vescovo di Cremona Giovanni Cazzani.
Per il centenario dall'incoronazione di questa immagine ha celebrato messa nella plebana il cardinale Matteo Maria Zuppi, arcivescovo di Bologna, venerdì 1º ottobre 2021.

## Descrizione

### Esterno
L'edificio domina lo spazio circostante per grandezza, infatti è tra le chiese più grandi della diocesi. Anche per questo viene chiamata in dialetto Ol Cesù (letteralmente tradotto Il chiesone). Secondo la tradizione l'architetto bergamasco Giacomo Quarenghi disse: "Fu un'impresa temeraria!"
La chiesa, preceduta da un grande sagrato con pavimentazione in porfido, ha il classico orientamento a est. L'ingresso principale, unico presente sulla facciata, è completo di stipiti che reggono l'architrave in marmo di Zandobbio, e il protiro con due colonne complete di alto basamento e capitello d'ordine ionico in granito grigio di Lonigo, atte a reggere il timpano triangolare. Due angeli reggono il blasone della diocesi di Bergamo. La facciata è divisa in tre ordini da due cornicioni. Il più importante è quello inferiore, con la trabeazione in pietra sagomata, mentre quello superiore è più esile. Verticalmente la facciata, in cinque scomparti, è divisa da lesene e controlesene con alto basamento in ceppo e le parti centrali avanzate rispetto alle due laterali. La facciata presenta anche delle nicchie completate dalle statue realizzate da Nicola Pirovano nel 1820. Quelle inferiori rappresentano i santi vescovi: Fulgenzio, Agostino, Simpliciano e Tommaso da Villanova. Nel secondo ordine, oltre alla grande finestra centrale culminante con il timpano curvilineo, vi sono due nicchie con le statue dei santi Nicola da Tolentino e Giuliano; mentre lateralmente, sul cornicione, vi sono quelle delle sante Monica e Chiara. Il timpano con la scritta “D.O.M. ET·DIVO·MARTINO·EPISCOPO”, completa la facciata con la croce ferrea.
Il campanile e le campane
Il campanile è alto al tetto 45 m e otto sono le campane presenti all'interno della cella campanaria, fuse dalla fonderia Angelo Ottolina di Bergamo nel 1952. Il vecchio concerto bronzeo era stato fuso nel 1938, di tonalità do naturale, era stato realizzato dopo che una campana di circa 650 kg e 1,065 m di diametro cadde al suolo e si ruppe. Del concerto del 1938, quattro campane, per un peso totale di 3710 kg, furono asportato per cause belliche. Dopo il conflitto fu scelta la tonalità si bemolle, dopo che l'arciprete Morali con i suoi consiglieri e collaboratori si recò a sentire quelle della basilica di Alzano Maggiore. Nel 2019 sono state restaurate: rimosse dalla cella campanaria il 15 gennaio, benedette da monsignor Gianluca Rota domenica 17 marzo e ritornate sul campanile il 19 marzo. Quella maggiore ha il diametro di 169 cm e peso di 2647 kg. Il concerto ha un peso totale di 8641 kg.

### Interno
L'interno dell'aula è a unica navata e a croce greca, i quattro bracci si presentano della medesima lunghezza, sovrastati al loro incrocio dalla grande cupola che internamente raggiunge i 34,60 m di altezza.  Una gradinata di sette gradini conduce al presbiterio sovrastato da una cupola di misure inferiori, internamente alto 32 m. Sotto il presbiterio vi è lo scurolo. 
Un grande dipinto su tela raffigurante il santo titolare è posto sopra la bussola lignea dell'ingresso principale, ed è stato probabilmente donato nel 1812 da don Giuseppe Zambelli. 
Alcune opere quali le tende dell'organo e l'Apoteosi di San Bonifacio Martire, del 1906 furono realizzate da Nicola Savoldi.

#### Cappelle e altari
Le diverse congregazioni religiose presenti, come quella dei disciplini, la scuola della Dottrina Cristiana, e alcuni donatori hanno costruito e ampliato nel tempo gli altari e le cappelle presenti nella chiesa che si presentano partendo da sinistra:
Battistero
La prima cappella a sinistra ospita il seicentesco fonte battesimale ed è chiusa da una balaustra in marmo e da un cancello a due battenti in ferro. Sulle pareti laterali sono incisi i nomi delle parrocchie che facevano parte della pieve di Nembro: Selvino, Abbazia, Fiobbio, Brumano, Aviatico, Alzano Sopra, Vall'Alta, Desenzano, Bondo, Fioran, Ama, Alzano Maggiore, Albino, Villa di Serio, Cornale, Lonno, Gazzaniga, Vertova, Orezzo, Amora, Scanzo, Rosciate, Casnigo, Pradalunga.
Altare di San Giuseppe
Risalente al 1830, fu realizzato da Antonio Oldelli di Bergamo con la tela centrale raffigurante la Sacra Famiglia opera del 1898 di Ponziano Loverini. La ragione per cui il soggetto della tela principale differisce dal santo a cui è dedicato l'altare è spiegata da Andrea Gavazzeni in Memorie delle Opere eseguite nella Plebana di Nembro dall'anno 1888 al 1899:
Se essi permettessero al Loverini di eseguire un quadro della S. Famiglia anzi che della morte di S. Giuseppe e di esporlo all'Esposizione U. di Torino, qualora egli acquistasse il premio del Pontefice, regalava il quadro stesso. Se poi, non conseguisse il detto premio, egli cederebbe il quadro al prezzo press'a poco convenuto per una Copia della morte di S. Giuseppe sopra indicata. La proposta venne accettata: il quadro fu esposto, ma il premio non venne aggiudicato a nessuno dei numerosi quadri della S. Famiglia stati esposti a Torino. Questo del Loverini fu giudicato uno de' migliori e venne anche premiato con diploma d'onore. Ed è veramente un bellissimo quadro, che fa onore al suo autore ed alla nostra magnifica chiesa.»
(Documenti Vari, 15, 1, n. 24, Archivio Parrocchiale di Nembro)
Cappella della Madonna del Rosario
La cappella posta nel braccio sinistro è la più grande presente su questo lato e inserita nello sfondato della parete. Ospita un altare in marmo bianco e rosso. Due colonne reggono il timpano triangolare completo da due statue raffiguranti la Mansuetudine e la Verità, e la scritta "IN ME SPES VITAE" posta sull'architrave. Completa l'altare la tela centrale raffigurante la Madonna del Rosario del 1611 e con i quadri dei 15 misteri del Rosario di Enea Salmeggia del 1611 La cappella presenta una parte laterale dove sono presenti i dipinti, sempre dello stesso Salmeggia: Adorazione dei Magi, Deposizione dalla Croce, Fuga in Egitto, Visita di Maria ad Elisabetta, Padre Eterno, Natività di Maria Vergine, Morte di Maria Vergine, Sacra Famiglia, Sposalizio di Maria Vergine.
Altare di San Bernardino
L'altare conosciuto anche come altare del Crocifisso fu realizzato in marmo con fondelli in onice da Pietro Giacomo Manni nel 1790. È conosciuto anche come l'altare del Crocifisso, per via della pala centrale raffigurante Cristo crocifisso con santi Bernardino da Siena e Francesco d'Assisi e donatore di Enea Salmeggia, nativo della frazione nembrese di Salmezza.Il dipinto fu commissionato dalla famiglia Zilioli e realizzato nel 1615 per la vecchia chiesa plebana. Esso era nell'altare dei santi Bernardino e Francesco, perché era stato ordinato il restauro dell'altare dalla relazione della visita pastorale dell'arcivescovo di Milano san Carlo Borromeo nel 1575, quando era decorato con affreschi raffiguranti i santi Bernardino e Francesco e due statue sempre dei due santi titolari, ordinando che fosse restaurata anche la volta a botte e illuminato da una nuova finestra. La scuola del Santissimo Sacramento aveva il giuspatronato sulla cappella e ben 350 erano i membri iscritti. Con i soldi ricavati dalla gestione dei vari immobili, i membri dovevano pagare il cappellano che vi celebrava cinque messe ogni settimana, e provvedere ai vari arredi dell'altare, nonché pensare alla inumazione dei bisognosi.
Presbiterio e altare maggiore
La zona presbiteriale, rialzata da sette scalini in marmo a pianta quadrata, ospita l'altare maggiore che occupa l'imboccatura dell'abside, è maestoso, in stile neoclassico, eseguito dal marmista Antonio Oldelli, coadiuvato dal padre Gerolamo. Venne realizzato tra il 1824 e il 1827, su disegno dell'architetto milanese Francesco Peverelli utilizzando marmo bianco di Carrara, verde di Varallo ed alabastro piemontese. L'altare fu consacrato nel 1831. I gradini dell'alzata sono sormontati da grandiosa tribuna per l'esposizione del Santissimo Sacramento. Il tabernacolo è pure di marmo bianco di Carrara e le due cariatidi in figura d'angelo che sorreggono l'architettura sormontante sono opera di valente scultore. Le due statue rappresentanti san Pietro e san Paolo apostoli che si trovano ai lati della tribuna sono stati realizzati dello scultore Claudio Monti. Sospeso sopra la tribuna dell'altare maggiore vi è il capo cielo o baldacchino eseguito nel 1772 da Francesco Antonio Caniana. Il presbiterio termina con il coro absidato semicircolare.
Sotto le cantorie vi sono le due tele del clusonese Antonio Cifrondi e raffigurano Mosè che fa zampillare l'acqua dalla roccia e Convito di Baldassarrea, opere provenienti dalla chiesa di Santo Spirito eseguite dall'artista tra il 1701 al 1712 per i canonici lateranensi. Le tele che completano il coro sono centrale: Vergine col Bambino e santi Martino papa, Rocco, Bernardino e Alberto da Villa d'Ogna di Giovanni Raggi, sul lato sinistro Morte di san Martino dell'artista proveniente dalla Valle Imagna Mazzoleni e a destra Battesimo di san Martino.
Altare della Madonna del Carmine
L'altare è conosciuto anche come altare del Suffragio dei morti, perché aveva il giuspatronato di questa confraternita. Fu realizzato da Pier Giacomo Manni nel 1790 con tela centrale raffigurante la titolare Madonna del Carmine.
Altare di San Bonifacio

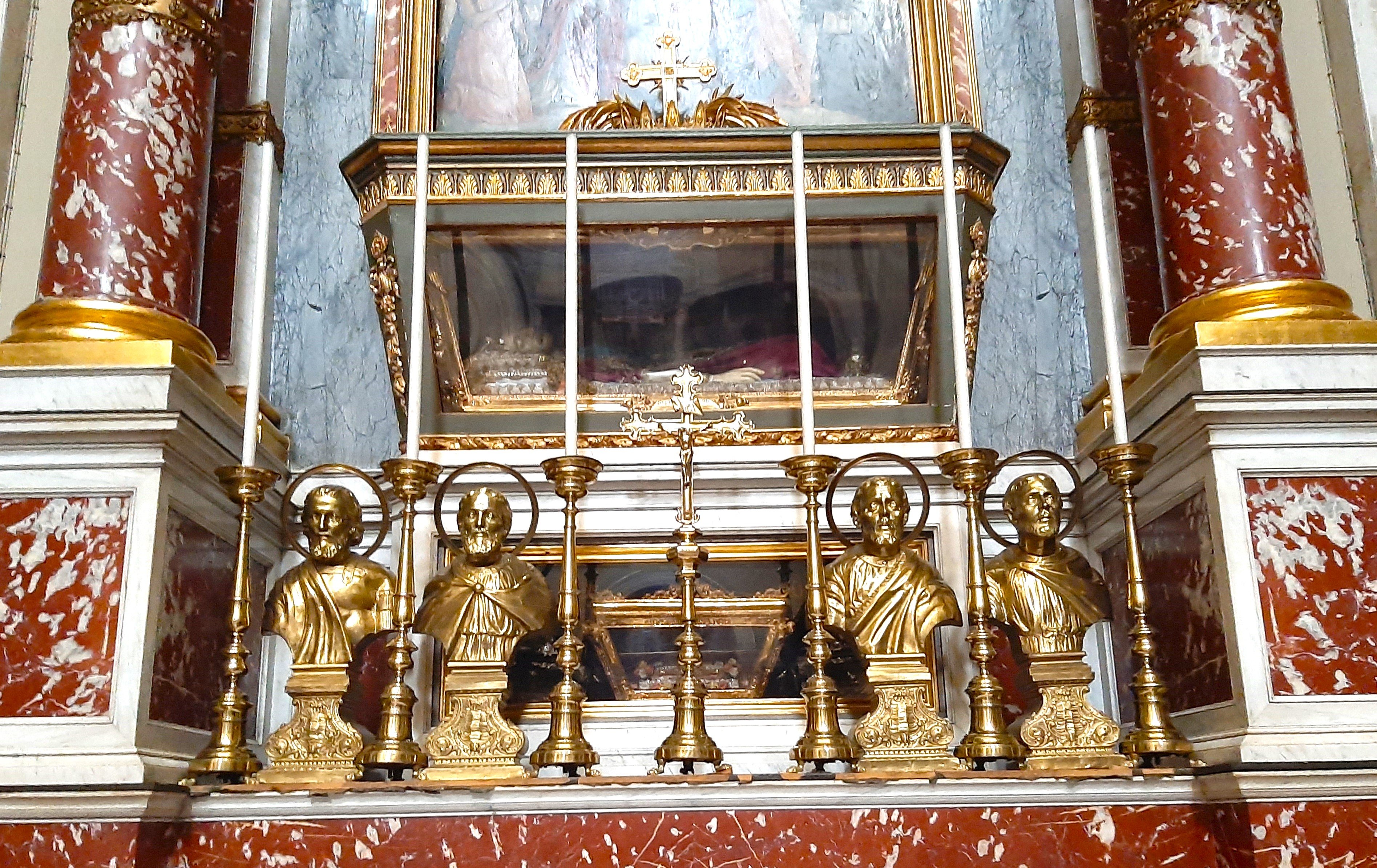
Altare di San Bonifacio con le reliquie del santo

L'altare originariamente era dedicato a Tutti i Santi. Fu realizzato da Giuseppe Fossati di Bergamo (dopo le lamentele del vescovo Carlo Gritti Morlacchi poiché veniva utilizzato un altare provvisorio certamente in legno al centro della navata durante la feste, primo e unico allora caso in diocesi) e consacrato il primo settembre 1872 dal vescovo di Bergamo monsignor Pietro Luigi Speranza. Su di esso è collocata l'urna con la reliquia di san Bonifacio martire. È simmetrico a quello del Rosario posto sul lato opposto. La grande pala centrale su tavola raffigura Tutti i Santi. Era stata considerata un lavoro di Antonio e Mattia Zamasin del 1490, ma che per ricerche di Simone Facchinetti è opera di Antonio Marinoni esponente della famiglia Marinoni di Albino, che ne avrebbe poi realizzati altri a medesimo soggetto. Sotto l'altare in un'urna si trovano anche le ossa di beato Daniele Tiraboschi, frate dell'ordine dei minori nato a Nembro e seguace di san Bernardino da Siena che secondo la tradizione predicò anche a Nembro. Le reliquie erano rimaste confinate in qualche angolo della plebana in una cassetta di legno da quando, in epoca ignota, furono rimosse dalla chiesetta delle Grazie e spedite a Nembro, finché non furono poste sotto questo altare.
Altare di San Luigi Gonzaga
L'altare risalirebbe forse al 1795 con tela centrale raffigurante il santo titolare e e santa Maddalena de' Pazzi lavoro di Vincenzo Angelo Orelli datato 1793.
Cappella della Madonna Addolorata
L'ultima cappella a destra, di piccole dimensioni, ospita l'altare intitolato alla Madonna addolorata con la statua a lei dedicata già presente in alcuni inventari del diciottesimo secolo e pare acquistata nel 1782. Le pareti laterali sono ornate con le tele raffiguranti la Deposizione di Cristo e  Gesù flagellato alla colonna.